# Nyssia flavantennata
Nyssia flavantennata là một loài bướm đêm trong họ Geometridae.